# Bicyclus trilophus
Bicyclus trilophus là một loài bướm thuộc họ Nymphalidae. Nó sinh sống ở rừng.